# زروبی
زروبی (به لاتین: Záruby) یک کوه در اسلواکی است که در Trnava District واقع شده‌است. زروبی ۷۶۸ متر بالاتر از سطح دریا واقع شده‌است.